# Cottus baileyi
Cottus baileyi är en fiskart som beskrevs av Robins, 1961. Cottus baileyi ingår i släktet Cottus och familjen simpor. Inga underarter finns listade i Catalogue of Life.